# Synagoga Izraela Rotmana w Łodzi (ul. Drewnowska 4)
Synagoga Izraela Rotmana w Łodzi – prywatny dom modlitwy znajdujący się w Łodzi przy ulicy Drewnowskiej 4.
Synagoga została zbudowana w lipcu 1898 roku z inicjatywy Izraela Rotmana. Synagoga najprawdopodobniej została zlikwidowana jeszcze przed wybuchem II wojny światowej.